# Consells obrers
Un consell obrer és una assemblea deliberativa de la classe treballadora, que es proposa facilitar l'autogestió obrera o el control obrer dins d'una empresa. A diferència del sindicat, en un consell obrer els treballadors assumeixen el control de fet del lloc de treball, en lloc de negociar amb els empresaris a través de contractes col·lectius. Són una forma de "democràcia en el lloc de treball" o democràcia directa.

## Característiques i organització
Les característiques d'un consell obrer inclouen el fet que un lloc de treball, sigui una fàbrica, escola o granja, estigui controlada col·lectivament pels treballadors d'aquest lloc. Un grup d'aquests treballadors sol actuar d'administrador o gerent, tot i que no existeix un "gerent" real, ja que el consell és el que controla tota la unitat de producció. El consell opera amb el principi de l'elecció de delegats revocables, això significa que els delegats electes poden ser canviats en qualsevol moment a través del vot en forma de consulta.
Els consells s'ajunten per triar organismes superiors perquè els coordinin els uns ams els altres. Això significa que els consells coordinadors no són superiors als consells de base, sinó que al contrari: estan formats i controlats per aquests. El consell nacional, per exemple, ha de tenir delegats de cada ciutat del país, per la mateixa naturalesa : els consells obrers exclouen els tradicionals governs centralitzats i en comptes d'això donen el poder directament al poble.
Per a alguns partidaris d'aquest tipus d'organització obrera, els consells obrers encarnen els principis fonamentals del socialisme, com ara el control de la producció i la distribució per part dels treballadors, així com el control dels treballadors sobre l'organització política d'una societat. Per això de vegades se'ls ha descrit com un "socialisme des de baix" en contraposició al que es pot entendre com "socialisme des de dalt" representat per la socialdemocràcia i el marxisme-leninisme. D'acord amb aquesta perspectiva el socialisme des de dalt és manejat des d'instàncies superiors per un Estat centralitzat sota control d'un aparell burocràtic que governa en nom del poble, la classe obrera i la revolució, però que, segons els seus crítics, no representaria aquests interessos.
Molts marxistes recolzen un govern proletari basat en consells obrers i que aquests consells han de permetre assolir la revolució socialista, i aconseguir el poder polític mitjançant una insurrecció que destrueixi el poder del vell aparell d'Estat burgès, encara que la majoria de marxistes revolucionaris ortodoxos, en la tradició leninista i trotsquista, pensen que la revolució ha de ser assolida a través de l'avantguarda del partit comunista (únic) i l'acció en el mateix govern (vegeu: democràcia popular), bé després d'una insurrecció, o a través de la victòria d'una formació electoral (que sovint inclou aliances amb partits reformistes o republicans burgesos) en el mateix aparell d'Estat burgès, en un tipus de govern conegut com a fronts populars.

## Història
Els consells obrers han aparegut a la història moderna amb diferents noms. Situacions d'interès inclouen Rússia durant 1917, on els consells van ser anomenats "soviets", Alemanya durant el 1918, Torí (Itàlia) durant el 1919-1920, Catalunya durant el 1936, Hongria durant el 1956, França durant el 1968, Xile el 1973 on se'ls deia "cordons", i l'Iran durant 1978-1979 on van ser anomenats "shores".
Durant la revolució russa de 1917 i la revolució alemanya del 1918, els consells obrers van reemplaçar les velles institucions polítiques i la burocràcia, el que va excloure a gent d'alineació política dretana. A la Rússia dels soviets, els consells eren comitès de fàbrica, aquests organismes de participació van ser després cooptats i finalment eliminats per l'Estat bolxevic. Fins a l'actualitat un dels fets més identificats amb l'aparició política dels consells obrers és la revolució popular que a Alemanya va donar lloc a la República Soviètica de Baviera, que després va ser dissolta per l'exèrcit alemany.

## Simpatitzants
Un important proponent d'una societat basada en consells obrers, o democràcia de treballadors, com a mecanisme de participació directa i emancipació proletària és el moviment del comunisme de consells, que a l'estat espanyol hauria tengut una presència significativa a través del POUM i, durant la transició, a través de formacions com la LCR, OEC, les plataformes anticapitalistes i altres. També és representatiu el suport que han tengut per part de diversos sectors de l'anarcosindicalisme i de grups comunistes llibertaris, que principalment promouen els consells obrers per la capacitat d'organització federalista i l'autonomia proletària que aquests podrien arribar a tenir en la pràctica.
Un altre moviment de tendència llibertària va ser el situacionisme (un corrent cultural, artístic i de crítica ideològica) que tenia com a proposta política central una societat de consells obrers, de manera que gairebé sempre les organitzacions inspirades en el situacionisme tenien un acostament al moviment de consells, com per exemple el MIL. A part, sectors democràtics revolucionaris i altres grups polítics minoritaris també s'inclouen entre els qui defensen els consells obrers.